# Nadstruktura
Nadstruktura – uporządkowany rozkład dwóch składników występujący w różnowęzłowych roztworach stałych.

## Ogólne informacje
Nadstruktura występuje w różnowęzłowych roztworach stałych o określonych stosunkach stężenia atomowego składników (pierwiastka A i B). Nieuporządkowany rozkład obydwu składników zmienia się na uporządkowany w wyniku wolnego chłodzenia lub wygrzewania w stałej temperaturze. Nadstruktura jest produktem przemiany porządek-nieporządek. Przemiana jest odwracalna dlatego nagrzewanie powoduje zanik nadstruktury. Faza nieuporządkowana i uporządkowana charakteryzują się posiadaniem tej samej sieci krystalicznej. Różnicą jest, iż w fazie uporządkowanej atomy składników zajmują ściśle określone pozycje w sieci.
Nadstrukturom można przypisać wzory sumaryczne AB, AB3 lub A3B odpowiadające ilościowo stosunkom atomowym pierwiastków A i B (odpowiednio 1:1, 1:3 lub 3:1).

## Przykłady
| Typ nadstruktury | Sieć krystaliczna | Przykładowe związki                                    |
| ---------------- | ----------------- | ------------------------------------------------------ |
| AB               | L10               | AuCu, AgPt, CoPt, NiPt, FePt, MnPt                     |
| AB               | B2 (L2)           | AgZn, CuZn, CuBe, FeCo, FeCr, NiAl, AlFe               |
| AB               | B81               | CdMg, NiSn, NiSb, AsNi, AuSn, FeSn                     |
| AB3              | L12               | AuCu3, AlNi3, FeNi3, MnNi3, PtCu3, FePd3, PdCu3, AgPt3 |
| AB3              | L21 (D03)         | AlCu3, AlFe3, SiFe3                                    |
| AB3              | D019              | CdMg3, WCo3, MgCd3, SnNi3, MoCo3, ThAl3                |